# Доње Граче
Доње Граче, Доње Гратче или Доње Грче (грч. Κάτω Πτελιά) је насељено место у општини Нестрам у периферији Западна Македонија, Грчка. Према попису из 2021. године било је 36 становника.
Доње Граче је махала насеља Граче, која се од 1961. године води као посебно насеље. Македонски историчар Тодор Симовски, 1998. године наводи да је Доње Граче словенско насеље.